# Blackfish
Blackfish es un documental estadounidense de 2013 dirigido por Gabriela Cowperthwaite. Fue estrenado en el Festival de Cine de Sundance el 19 de enero de 2013, siendo seleccionada por Magnolia Pictures para distribuirla masivamente.

## Argumento
El documental se centra en Tilikum, una orca que se vio involucrada en la muerte de tres personas a lo largo de dos décadas, y en el sufrimiento al que se ven expuestos animales tan grandes e inteligentes al ser separados de sus grupos familiares y mantenidos en cautiverio.
La historia de Tilikum comienza con su captura en la costa de Islandia en 1983 a la edad de dos años, el acoso que sufrió de sus compañeros de cautiverio y los años que pasó encerrado hasta 14 horas diarias en tanques pequeños y sin luz, lo que, según los biólogos marinos consultados en el filme, es el probable origen de su psicopatía y agresividad.
El documental recuerda que jamás se han registrado ataques de orcas en libertad, al contrario de lo que ha ocurrido en numerosas ocasiones en cautividad, donde se les obliga a realizar espectáculos diarios a cambio de alimento y a convivir en espacios reducidos con otros ejemplares que no pertenecen a su grupo familiar.
La película relata, entre otras cosas, la muerte del cuidador español Alexis Martínez, quien pereció durante un entrenamiento con una orca en Tenerife cuando tenía 29 años, sufriendo numerosas heridas. Su muerte tuvo lugar en diciembre de 2009 en el Loro Park de Tenerife, donde se mantienen cautivas a seis orcas, entre ellas Keto, el animal con el que trabajaba Martínez cuando fue atacado. Cowperthwaite también cuestiona a SeaWorld, el parque temático que retiene a Tilikum y donde ocurrieron dos de sus ataques mortales, porque dicha empresa asegura que estos animales marinos viven más tiempo en cautiverio —de 25 a 30 años—, aun cuando la biología marina estableció en los años 1980 que la esperanza de vida es de 50 años para los machos y 100 años para las hembras que se desarrollan en libertad.

## Desarrollo
Cowperthwaite comenzó a trabajar en su documental después de que Tilikum matara a su entrenadora Dawn Brancheau en febrero de 2010. Según varios ex entrenadores de Seaworld, la hipótesis defendida por la empresa de que la orca atacó a su entrenadora porque llevaba su cabello amarrado como cola de caballo era una simple conjetura que intentaba culpar a la propia Brancheau del incidente. La investigación posterior sugirió que, probablemente, la mujer había sido agarrada por su brazo izquierdo.

## Recepción

### Crítica
El documental cosechó numerosas críticas positivas tanto en las páginas web de cine como en los principales medios que se hicieron eco del impacto del documental sobre la polémica que rodea el mantener orcas en cautividad para espectáculos circenses. En el diario El País se publicó:

Documental de denuncia social, e incluso política, Blackfish, siempre interesante, ejerce la labor que a veces debe articular el cine documental: poner sobre la mesa hechos dados como naturales en la vida diaria (llevar a nuestros hijos a tal o cual sitio), desarrollarlos como conflicto y motivar la reflexión.

En la página web Metacritic, Blackfish recibió ochenta y tres puntos —de un máximo de cien—, basándose en treinta y tres críticas, lo que significa «ovación universal». En el sitio Rotten Tomatoes, el documental obtuvo un 98% de aprobación sobre la base de noventa y una reseñas profesionales. El consenso del sitio dice:

Blackfish is an aggressive, impassioned documentary that will change the way you look at performance killer whales.
Blackfish es un agresivo y apasionado documental que cambiará la forma en que ves los espectáculos de ballenas asesinas.

El periódico Deseret News dijo que Blackfish era un cautivante ejemplo de cine documental en su máxima expresión. El sitio canadiense Twitch Film y la revista estadounidense The Hollywood Reporter consideraron que la película era un persuasivo caso contra el cautiverio de animales salvajes para el entretenimiento humano. El blog de cine Film School Rejects le dio a Blackfish una calificación de B- por considerar que no aporta nada nuevo, pero lo que ofrece es extremadamente importante.
La página El Multicine fue también muy positiva, otorgándole una calificación de cuatro estrellas (sobre cinco). Escribió de que «No es la vergüenza de la película 'Atlas Shrugged', sino que el debate es serio y necesario». Pero criticó que «no deja de ser un 'thriller' solipsista: un catálogo de videos y testimonios más o menos convincentes de personajes que sufrieron en carne propia la experiencia, pero de objetividad perfectible». Añadió además preguntas al debate: «¿Qué solución puede reglamentarse para que una estructura cultural-social tan antigua como retener los animales en acuarios mantenga satisfechos tanto a los activistas como al resto de las personas? ¿Acaso una solución posible es agrandar enormemente (cinco, diez, treinta, doscientas veces más) la pileta donde nadan las orcas, y concebir leyes justas con la maternidad de las orcas y las condiciones de trabajo de los entrenadores? ¿Debemos prohibir por siempre los acuarios, o esperar a que los gustos cambien y la gente no acuda más a verlo? ¿Debemos concientizar? No lo sé, se supone que este documental nos debe una respuesta o, en su defecto, una aproximación».

## Efectos
La asistencia general en los parques de SeaWorld y Busch Gardens se redujo en un 5% en los primeros nueve meses de 2013, aunque no estaba claro si esto se debió exclusivamente a la influencia del documental. A finales de 2013, después de que Blackfish fuera exhibido en los Estados Unidos por el canal CNN, varios músicos cancelaron su participación en el festival Bands, Blues & BBQ, que se realizó posteriormente en febrero y marzo de 2014 en SeaWorld, a modo de protesta por los supuestos maltratos a los animales de ese parque acuático. Entre los artistas que se retiraron están Trisha Yearwood, Martina McBride, 38 Special, REO Speedwagon, Heart, Barenaked Ladies y Willie Nelson.
Tras el estreno de Blackfish, Southwest Airlines se vio presionada por la opinión pública a poner fin a su relación comercial de 26 años con SeaWorld. Southwest respondió que era consciente de las preocupaciones que las actividades de Seaworld provocaban, pero que su compromiso con SeaWorld estaba por encima de ello y que la relación continuaría. Finalmente, en julio de 2014, se anunció que el contrato entre ambas empresas no sería renovado.
En agosto de 2014, SeaWorld reconoció que la asistencia y los ingresos se habían reducido en torno al 1-2% para el segundo trimestre de 2014 en comparación con el segundo trimestre del año anterior.[cita requerida] Los precios de las acciones de SeaWorld habían caído para entonces en un 33%.
En noviembre de 2014, SeaWorld anunció que la asistencia a los parques había caído un 5,2% respecto al año anterior y las ganancias habían caído un 28% durante ese trimestre.[cita requerida] A partir de noviembre de 2014, las acciones de la compañía cayeron un 50% respecto al año anterior.
El final de la película animada Buscando a Dory fue modificado después de que John Lasseter y Andrew Stanton, directores del estudio Pixar, vieran Blackfish y hablaran con su directora, Gabriela Cowperthwaite. La descripción del parque marino en la película fue alterado.